# Baltimore Colts 1961
La stagione 1961 dei Baltimore Colts è stata la nona della franchigia nella National Football League. L'annata si chiuse con un record di 8 vittorie e 6 sconfitte al terzo posto della Western Conference, alla pari con i Chicago Bears.

## Roster
| Roster dei Baltimore Colts nel 1961 |
| --- |
| Quarterback - 19 Johnny Unitas Running Back - 45 Jerry Hill - 27 Tom Matte - 24 Lenny Moore Wide Receiver - 82 Raymond Berry - 25 Alex Hawkins Tight End Offensive Linemen - 77 Jim Parker T - 52 Dick Szymanski C Defensive Linemen - 81 Ordell Braase DE - 70 Art Donovan DT - 89 Gino Marchetti DE - 83 Billy Ray Smith DT Linebacker - 55 Jackie Burkett - 66 Don Shinnick Defensive Back - 40 Bobby Boyd CB - 43 Lenny Lyles CB - 80 Andy Nelson S - 46 Jim Welch S Special Team |
| Legenda - I rookie sono in corsivo. - Il primo ruolo è il principale mentre gli eventuali successivi indicano i ruoli secondari. - (IR) sta per Injured Reserve ed indica la lista ristretta per un solo giocatore infortunato che può tornare ad allenarsi dopo la settimana 6 e a rientrare in prima squadra dopo che questa ha giocato 8 partite. - (NF-Inj.) / (NF-Ill.) stanno rispettivamente per Non-Football Injured e Non-Football Illness ed indicano le liste dove viene inserito un giocatore che ha un infortunio o una malattia non dipendente dal football americano. - (PUP) sta per Physically Unable to Perform ed indica la lista dove viene inserito un giocatore mentre è in attesa di recuperare la condizione fisica. Nella stagione regolare dopo la sesta partita giocata dalla propria squadra, il giocatore ha tempo tre settimane per riprendere ad allenarsi, più tre settimane aggiuntive dal suo rientro agli allenamenti per rientrare in prima squadra. |

## Calendario
| Stagione regolare |              |                        |           |        |                               |          |
| Turno             | Data         | Avversario             | Risultato | Record | Stadio                        | Pubblico |
| 1                 | 17 settembre | Los Angeles Rams       | V 27–24   | 1–0    | Memorial Stadium              | 54,259   |
| 2                 | 24 settembre | Detroit Lions          | S 15–16   | 1–1    | Memorial Stadium              | 54,259   |
| 3                 | 1º ottobre   | Minnesota Vikings      | V 34–33   | 2–1    | Memorial Stadium              | 54,259   |
| 4                 | 8 ottobre    | at Green Bay Packers   | S 7–45    | 2–2    | Lambeau Field                 | 38,669   |
| 5                 | 15 ottobre   | at Chicago Bears       | S 10–24   | 2–3    | Wrigley Field                 | 48,719   |
| 6                 | 22 ottobre   | at Detroit Lions       | V 17–14   | 3–3    | Tiger Stadium                 | 53,016   |
| 7                 | 29 ottobre   | Chicago Bears          | S 20–21   | 3–4    | Memorial Stadium              | 57,641   |
| 8                 | 5 novembre   | Green Bay Packers      | V 45–21   | 4–4    | Memorial Stadium              | 57,641   |
| 9                 | 12 novembre  | at Minnesota Vikings   | S 20–28   | 4–5    | Metropolitan Stadium          | 38,010   |
| 10                | 19 novembre  | St. Louis Cardinals    | V 16–0    | 5–5    | Memorial Stadium              | 56,112   |
| 11                | 26 novembre  | at Washington Redskins | V 27–6    | 6–5    | D.C. Stadium                  | 41,062   |
| 12                | 3 dicembre   | San Francisco 49ers    | V 20–17   | 7–5    | Memorial Stadium              | 57,641   |
| 13                | 9 dicembre   | at Los Angeles Rams    | S 17–34   | 7–6    | Los Angeles Memorial Coliseum | 41,268   |
| 14                | 16 dicembre  | at San Francisco 49ers | V 27–24   | 8–6    | Kezar Stadium                 | 45,517   |

## Classifiche
| NFL Western Conference |    |    |   |      |       |     |     |     |
|                        | V  | S  | P | %    | CONF  | PF  | PS  | STR |
| Green Bay Packers      | 11 | 3  | 0 | .786 | 9–3   | 391 | 223 | V1  |
| Detroit Lions          | 8  | 5  | 1 | .615 | 7–4–1 | 270 | 258 | S1  |
| Chicago Bears          | 8  | 6  | 0 | .571 | 7–5   | 326 | 302 | V2  |
| Baltimore Colts        | 8  | 6  | 0 | .571 | 6–6   | 302 | 307 | V1  |
| San Francisco 49ers    | 7  | 6  | 1 | .538 | 6–5–1 | 346 | 272 | S1  |
| Los Angeles Rams       | 4  | 10 | 0 | .286 | 3–9   | 263 | 333 | S1  |
| Minnesota Vikings      | 3  | 11 | 0 | .214 | 3–9   | 285 | 407 | S2  |

Nota: I pareggi non venivano conteggiati ai fini della classifica fino al 1972.